# Bad Robot Productions
Bad Robot là công ty sản xuất phim điện ảnh và truyền hình Mỹ do J. J. Abrams lãnh đạo. Dưới nhãn Bad Robot Productions, công ty chịu trách nhiệm sản xuất một số phim truyền hình như Bí danh, Mất tích, Giải mã kỳ án, Person of Interest, Revolution và Westworld cũng như một số phim điện ảnh như Thảm họa diệt vong, Star Trek, Super 8, Điệp vụ bất khả thi: Chiến dịch bóng ma, Star Trek: Chìm trong bóng tối, Nhiệm vụ bất khả thi: Quốc gia bí ẩn, Star Wars: Thần lực thức tỉnh, Căn hầm, Star Trek: Không giới hạn, The Cloverfield Paradox và Nhiệm vụ bất khả thi: Sụp đổ.

## Lịch sử
Bad Robot ban đầu thuộc về Touchstone Television, nhưng sau đó Abrams đã chuyển hãng phim tới Paramount Pictures và Warner Bros. Television, sau khi hợp đồng với ABC hết hạn vào năm 2006. Bad Robot sản xuất phim truyền hình Mất tích với ABC Studios, tên sau này của Touchstone Television. Cả hai công ty cũng hợp tác sản xuất Six Degrees và What About Brian.
Abrams là Chủ tịch của Bad Robot, đồng thời cũng giữ vị trí Đồng Tổng giám đốc điều hành cùng với Katie McGrath. Tháng 6 năm 2017, Bad Robot cho biết Brian Weinstein sẽ trở thành Chủ tịch kiêm Giám đốc điều hành. Tháng 5 năm 2015, Ben Stephenson rời BBC để chuyển tới làm việc cho Bad Robot Television. Lindsey Weber là trưởng ban điện ảnh của Bad Robot. Bad Robot Productions hiện đặt trụ sở tại Santa Monica, California.

## Sản xuất

### Điện ảnh
| Năm  | Tựa đề                                  | Đạo diễn              | Kinh phí      | Doanh thu       |
| ---- | --------------------------------------- | --------------------- | ------------- | --------------- |
| 2001 | Joy Ride                                | John Dahl             | 23 triệu USD  | 36,6 triệu USD  |
| 2008 | Thảm họa diệt vong                      | Matt Reeves           | 25 triệu USD  | 170,8 triệu USD |
| 2009 | Star Trek                               | J. J. Abrams          | 150 triệu USD | 385,7 triệu USD |
| 2010 | Morning Glory                           | Roger Michell         | 40 triệu USD  | 60 triệu USD    |
| 2011 | Super 8                                 | J. J. Abrams          | 50 triệu USD  | 260,1 triệu USD |
| 2011 | Điệp vụ bất khả thi: Chiến dịch bóng ma | Brad Bird             | 145 triệu USD | 694,7 triệu USD |
| 2013 | Star Trek: Chìm trong bóng tối          | J. J. Abrams          | 190 triệu USD | 467,4 triệu USD |
| 2015 | Infinitely Polar Bear                   | Maya Forbes           | 6,7 triệu USD | 1,8 triệu USD   |
| 2015 | Nhiệm vụ bất khả thi: Quốc gia bí ẩn    | Christopher McQuarrie | 150 triệu USD | 682,7 triệu USD |
| 2015 | Star Wars: Thần lực thức tỉnh           | J. J. Abrams          | 306 triệu USD | 2,068 tỉ USD    |
| 2016 | Căn hầm                                 | Dan Trachtenberg      | 15 triệu USD  | 110,2 triệu USD |
| 2016 | Star Trek: Không giới hạn               | Justin Lin            | 185 triệu USD | 343,5 triệu USD |
| 2018 | The Cloverfield Paradox                 | Julius Onah           | 45 triệu USD  | —               |
| 2018 | Nhiệm vụ bất khả thi: Sụp đổ            | Christopher McQuarrie | 178 triệu USD | 515,4 triệu USD |
| 2018 | Chiến dịch Overlord                     | Julius Avery          |               |                 |
| 2019 | Star Wars: Tập IX                       | J. J. Abrams          |               |                 |

### Truyền hình
| Năm     | Tựa đề             | Nguyên tác                                             | Đồng sản xuất                                                                      | Ghi chú        |
| ------- | ------------------ | ------------------------------------------------------ | ---------------------------------------------------------------------------------- | -------------- |
| 2001–06 | Bí danh            | J. J. Abrams                                           | Touchstone Television                                                              |                |
| 2004–10 | Mất tích           | Jeffrey Lieber J. J. Abrams Damon Lindelof             | Touchstone Television (mùa 1–3) ABC Studios (mùa 4–6)                              |                |
| 2005    | The Catch          |                                                        |                                                                                    | Tập đầu tiên   |
| 2006–07 | What About Brian   | Dana Stevens                                           | Sachs/Judah Productions (mùa 1) Touchstone Television                              |                |
| 2006–07 | Six Degrees        | Raven Metzner Stuart Zicherman                         | Nosebleed Productions Touchstone Television                                        |                |
| 2008–13 | Giải mã kỳ án      | J. J. Abrams Alex Kurtzman Roberto Orci                | Warner Bros. Television                                                            |                |
| 2009    | Anatomy of Hope    |                                                        |                                                                                    | Tập đầu tiên   |
| 2010    | Undercovers        | J. J. Abrams Josh Reims                                | Warner Bros. Television Good Butter Productions                                    |                |
| 2011–16 | Person of Interest | Jonathan Nolan                                         | Kilter Films Warner Bros. Television                                               |                |
| 2012    | Alcatraz           | Elizabeth Sarnoff Steven Lilien Bryan Wynbrandt        | Warner Bros. Television                                                            |                |
| 2012    | Shelter            |                                                        |                                                                                    | Tập đầu tiên   |
| 2012–14 | Revolution         | Eric Kripke                                            | Kripke Enterprises Warner Bros. Television                                         |                |
| 2013–14 | Almost Human       | J. H. Wyman                                            | Frequency Films Warner Bros. Television                                            |                |
| 2014    | Believe            | Alfonso Cuarón Mark Friedman                           | Esperanto Filmoj Warner Bros. Television                                           |                |
| 2015    | Dead People        |                                                        |                                                                                    | Tập đầu tiên   |
| 2016    | 11.22.63           | 11/22/63 của Stephen King Bridget Carpenter            | Carpenter B. Warner Bros. Television                                               | Loạt phim ngắn |
| 2016    | Moon Shot          |                                                        |                                                                                    | Phim web       |
| 2016    | Roadies            | Cameron Crowe                                          | Vinyl Films Warner Bros. Television Showtime Networks                              |                |
| 2016–   | Westworld          | Westworld của Michael Crichton Jonathan Nolan Lisa Joy | HBO Entertainment Kilter Films Jerry Weintraub Productions Warner Bros. Television |                |
| 2018–   | Castle Rock        | Sam Shaw                                               | Old Curiosity Shop Darkbloom Productions Warner Bros. Television                   |                |

### Phim ngắn
| Năm  | Tựa đề          |
| ---- | --------------- |
| 2013 | KRE-O Star Trek |